# 喜欢音乐
喜歡唱片股份有限公司（ Enjoy Records Co Inc.），簡稱喜歡音樂，是一間台灣音樂製作與演藝經紀公司。由音樂人陳子鴻於1999年9月創立。創立時名為喜歡音樂有限公司。並於2007年11月21日更名為喜歡唱片股份有限公司。

## 簽約藝人

### 目前旗下藝人
| 男歌手 | 男歌手 | 男歌手 |
| ------ | ------ | ------ |
| 周祖安 | 林佳辰 | 黃文廷 |
| 女歌手 |        |        |
| 許莉潔 | 高郁捷 |        |
| 組合   |        |        |
| PER6IX |        |        |

### 合作（代理）藝人
| 女歌手 | 女歌手        | 女歌手 |
| ------ | ------------- | ------ |
| 劉雨昕 | AKB48 Team TP |        |

### 過往藝人
- 江蕙
- 戴佩妮
- 蔡黃汝
- 弦子
- 方炯鑌
- 陳如山
- 陳建瑋
- 林逸欣
- 吳申梅
- 管罄
- 圓圓
- 黃少谷

### 合作過藝人
- 王彩樺
- 劉明湘
- 曾詠熙
- 吳亦帆
- 蜜蜂少女隊

## 外部連結
- 喜歡音樂官網（页面存档备份，存于）（繁體中文）
- 喜欢音乐的Facebook專頁（繁體中文）
- 喜欢音乐的Instagram帳戶（繁體中文）